# Regueira de Pontes
Pour les articles homonymes, voir Pontes.
Regueira de Pontes est une freguesia portugaise située dans le district de Leiria.
Avec une superficie de 12,04 km2 et une population de 2 263 habitants (2001), la paroisse possède une densité de 188,0 hab/km2.